# 瓜地馬拉杜告犬

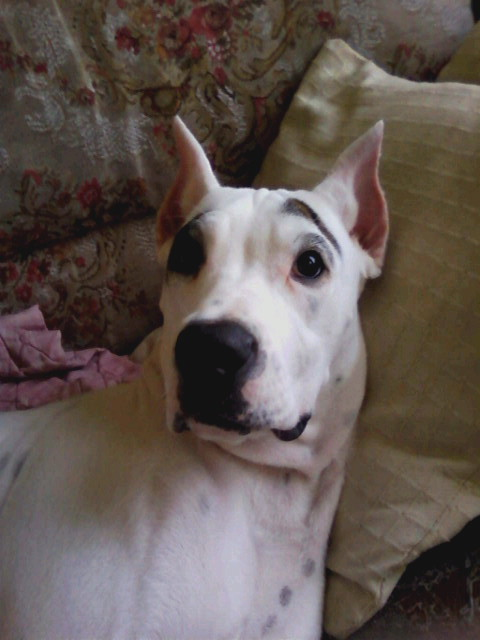
一隻瓜地馬拉杜高犬

瓜地馬拉杜高犬，（Dogo Guatemalteco），原名瓜地馬拉鬥牛梗，是一種起源於瓜地馬拉的獒犬品種。但它既不被世界犬業聯盟承認，也不被美國犬業俱樂部認可。但是，它獲得了瓜地馬拉的官方國家認可，作為起源於瓜地馬拉的獨特品種，它也是該國的國犬。它已被引入其他一些國家。牠們主要用作守衛犬和獵犬。
該品種是在 19 世紀末由舊型鬥牛梗、拳師狗和大麥町犬之間的雜交產生的。牠們是一種獒犬。它是一種中等大小、健壯、強壯和敏捷的狗，外觀類似於阿根廷杜告犬，然而，這些品種並沒有密切關係，只是共用部分相同的祖先。雄性身高 54–60 厘米，體重40–45公斤;雌性身高52–58釐米，體重35–40公斤。毛髮短而有光澤和剛硬。身體的顏色必須始終為白色，但在頭部沒任何其他顏色的斑點是首選（儘管不是必需的）。